# دستگاه آپولو
دستگاه آپولو یکی از ابداعات سازمان ساواک در دوران پهلوی برای شکنجه زندانیان بود که به گفته عزت شاهی از سال ۱۳۵۲ مورد استفاده قرار می‌گرفت. نام این دستگاه از کپسول فضایی سازمان هوا فضای آمریکا ناسا که برای اعزام فضانوردان استفاده می‌شد، گرفته شده بود. به نوشته فردوست این روش شکنجه یکی از روش‌های مدرن شکنجه بود که پس از واقعه سیاهکل و اعزام بازجویان ساواک به خارج از کشور برای آموزش شکنجه ابداع گردید.

## دستگاه
این دستگاه شامل یک صندلی فلزی بود که دست و پای زندانی را روی آن با گیره ثابت نگه می‌داشتند و کلاه‌خودی آهنی که بر روی سر وی قرار می‌گرفت. سپس زندانی به‌طور همزمان مورد شکنجه قرار می‌گرفت. همچنین کلاهخود سبب می‌شد تا فریاد زندانی زیر شکنجه با شدت بیشتر بر گوش و سر وی وارد شده و زجر وی را بیشتر کند. تعدادی از زندانیان ساواک در زندان کمیته مشترک ضد خرابکاری این شکنجه وحشتناک را تجربه کرده بودند. آرشیو مرکز اسناد انقلاب اسلامی دستگاه را اینچنین معرفی کرده: «مجموعه‌ای از چند دستگاه فلزی بود که در اتاق تمشیت (اتاق شکنجه) قرار داشت و نحوه استفاده از آن چنین بود که متهم را روی تخت فلزی می‌خواباندند، سپس با استفاده از گیره‌هایی که روی دسته‌های تخت قرار داشت، دست‌ها و پاهای او را می‌بستند و به وسیله دستگیره‌ای که روی دستگاه وجود داشت، پاهای متهم را به سمت بالا می‌آوردند تا کف پاها رو به بالا قرار گیرد. " کلاه خود " فلزی را که از سقف آویزان بود، به سمت پایین می‌کشیدند تا سر و شانه‌های متهم را بپوشاند .»

## شکنجه شدگان
مرضیه حدیدچی از زندانیان ساواک دربارهٔ این دستگاه می‌گوید:
... مرا روی یک صندلی فلزی نشاندند. کلاهی آهنی که سیم‌هایی به آن وصل بود، روی سرم بستند. دستها و پاهایم را به صندلی بستند. به یکباره جریان برقی - که چندان قوی نبود که آدم را بکشد ولی سیستم عصبی را به هم می‌ریخت - وصل شد. بدنم کاملاً به لرزه افتاد و اعصابم داغان شد. اصلاً نمی‌توانم حالت آن لحظه خودم را بیان کنم. ..
مرتضی نبوی، عزت شاهی از جمله زندانیانی بودند که این دستگاه را تجربه کردند. وی در اینباره می‌گوید: «یکی دیگر از شکنجه‌های سخت و وحشتناک، آپولو بود که تقریباً از سال ۵۲ در ساختمان اصلی کمیته مورد استفاده قرار می‌گرفت. وقتی کسی را به آن می‌بستند، سردردی به او دست می‌داد که اعصاب و روانش را خراب می‌کرد، و به هم می‌ریخت.»

یکی دیگر از شکنجه شدگان دربارهٔ این دستگاه می‌گوید:
من و چند نفر دیگر را حدود ساعت یک و نیم نیمه شب بردند به کمیته مشترک ضد خرابکاری در تهران. در آنجا من آقای محمدعلی بشارتی را دیدم که در اثر شکنجه، جلوی در اتاق شکنجه افتاده بود. منوچهری ایشان را به من نشان داد و تهدید کرد: اگر حرف نزنم، با من بدتر از ایشان برخورد خواهند کرد! بعد مرا به اتاق حسینی بردند و به آپولو بستند. هر بار که کلید دستگاه را می‌زدند، تمام بدنم را ارتعاش می‌گرفت و آرزوی مرگ می‌کردم، ولی آنها قصد نداشتند مرا بکشند، چون دنبال اطلاعاتم بودند. تنها شانسی که آن روز آوردم، این بود که کلاه آپولو را روی سرم نگذاشتند و گرنه دیوانه می‌شدم، چون صدای فریاد داخل آن کلاه منعکس می‌شد و به خود زندانی برمی‌گشت، در نتیجه او در عین حال که درد می‌کشید و شکنجه می‌شد، به خاطر پاره نشدن پرده گوشش، باید جلوی فریاد زدنش را می‌گرفت که این کار باعث سکته می‌شد. هر ۲۰ دقیقه یک بار هم خودکاری را در دستم فرومی‌کردند که ببیند بیهوش شده‌ام یا نه؟ و من خودم را به بیهوشی می‌زدم که دست از سرم بردارند.

## در رسانه‌ها و فرهنگ
در قسمت نهم از مجموعه تلوزیونی زیر خاکی، پژمان جمشیدی در نقش فریبرز (فردی که به‌دنبال زیر خاکی است اما اشتباهاً به‌عنوان یک مبارز مخالف پهلوی توسط ساواک دستگیر می‌گردد) توسط دستگاه آپولو شکنجه می‌شود.
محسن مخملباف که خود سابقه بازجویی در ساواک را دارد در داستان جراحی روح به این دستگاه در کنار سایر روش‌های شکنجه ساواک اشاره می‌کند.
در سال ۲۰۱۵ مستندی ساخته Lewis Saunders و John Duncan که در جشنواره Lausanne Underground Film and Music Festival ارائه شد که به معرفی کارکرد وسیله شکنجه ساواک می‌پرداخت.